# 다나베 고헤이
다나베 고헤이(일본어: 田邉 光平, 2001년 10월 9일~)는 일본의 축구 선수이다.

## 구단 경력
그는 2024년 J2리그의 레노파 야마구치 FC에 입단했다.